# 菅木志雄
菅 木志雄（すが きしお、1944年2月19日 - ）は静岡県伊東市在住の現代美術家で、作品は立体やインスタレーションなど多岐にわたっている。
妻は作家の富岡多恵子。
1960年代後半から70年代にかけて台頭した「もの派」 グループの中心メンバーである。もの派の作家は、石、鉄板、ガラス、電球、綿、スポンジ、紙、木、鉄線、ワイヤー、ロープ、革、油、水といった、「もの」自身を主題にするとともに、諸要素と空間の相互依存に焦点をあてた。自然的な物質と工業的な物質の出会いを探求し、それらを一過性の静止状態に配置することによって作品とした。

## 来歴
菅木志雄は岩手県盛岡市で生まれ、1964年から1968年まで、東京の多摩美術大学絵画学科で学んだ。多摩美在籍中にジャン・ボードリヤール、ジル・ドゥルーズ、西田幾多郎、ナーガールジュナ、ヴァスバンドゥの著作を読みふけった。
この時期に大学で教鞭をとっていた二人の作家が、菅に大きな影響を与えている。その一人である斎藤義重は、菅をはじめとする学生に、モダニズムと欧米を中心とする芸術理論に対し脱構築的アプローチをとることを促した。そして、菅に影響を与えたもうひとりの教師は芸術家・高松次郎である。高松はだまし絵のような絵と彫刻をもって、当時の東京アートシーンの中核をなしており、菅の初期作品は高松のアプローチを反映しているといえるであろう。
1968年、 椿近代画廊（東京）での初個展に出展した《転移空間》は、赤く塗装した木材を使った自立する作品だが、箱が自らの重みで崩れていくような錯覚を見る者に与える。

視覚を操作する絵画や立体作品の制作と同時期に、菅は様々な素材を使った創作活動をはじめる。一例は、おがくず、綿、灰、プラスチックの粉末、土の層、が透明なアクリルの箱に入った《積層空間》（1968年）という作品である。
1968年後半には、素材、はかなさ、空間の探求が広義のムーブメントとして認識されるようになった。例えば、この時期に李禹煥は、初めて石と鉄板を配置した作品を発表している。また、関根伸夫は、神戸の須磨離宮公園で行われた第一回野外彫刻展で、地下2.7m、直径2.2mの円柱型の穴と、掘り起こした土をさらに同じ大きさで固めた土からなる《位相—大地》という作品を発表している。
1973年までに、菅木志雄、李 禹煥、関根伸夫、及び小清水漸、吉田克朗、榎倉康二は「もの派」として知られるようになった。
菅は、ものの現実と状況の相互依存に焦点をあてる行為を「放置」と呼び、「放置」という言葉を用いて自身の考えを述べるようになる。そして、「状況」の探求と存在の「アクティベーション」を進める中で、もの派のアプローチを象徴するような数々のインスタレーションの制作に取り組むようになる。
主なものに以下の作品がある。
- 《状況律》(1971年): 10個の平らな石を20mの長さのガラス上に配置し、それを山口県宇部市常磐公園の池に浮かべた作品である。
- 《等間体》(1973年): 壁に立てかけられた2本の分岐した枝先が、床に置かれた石に結ばれたロープを4点で支えているインスタレーション作品である。「等間体」1973年
枝、ロープ、石
Courtesy of the artist and Blum & Poe

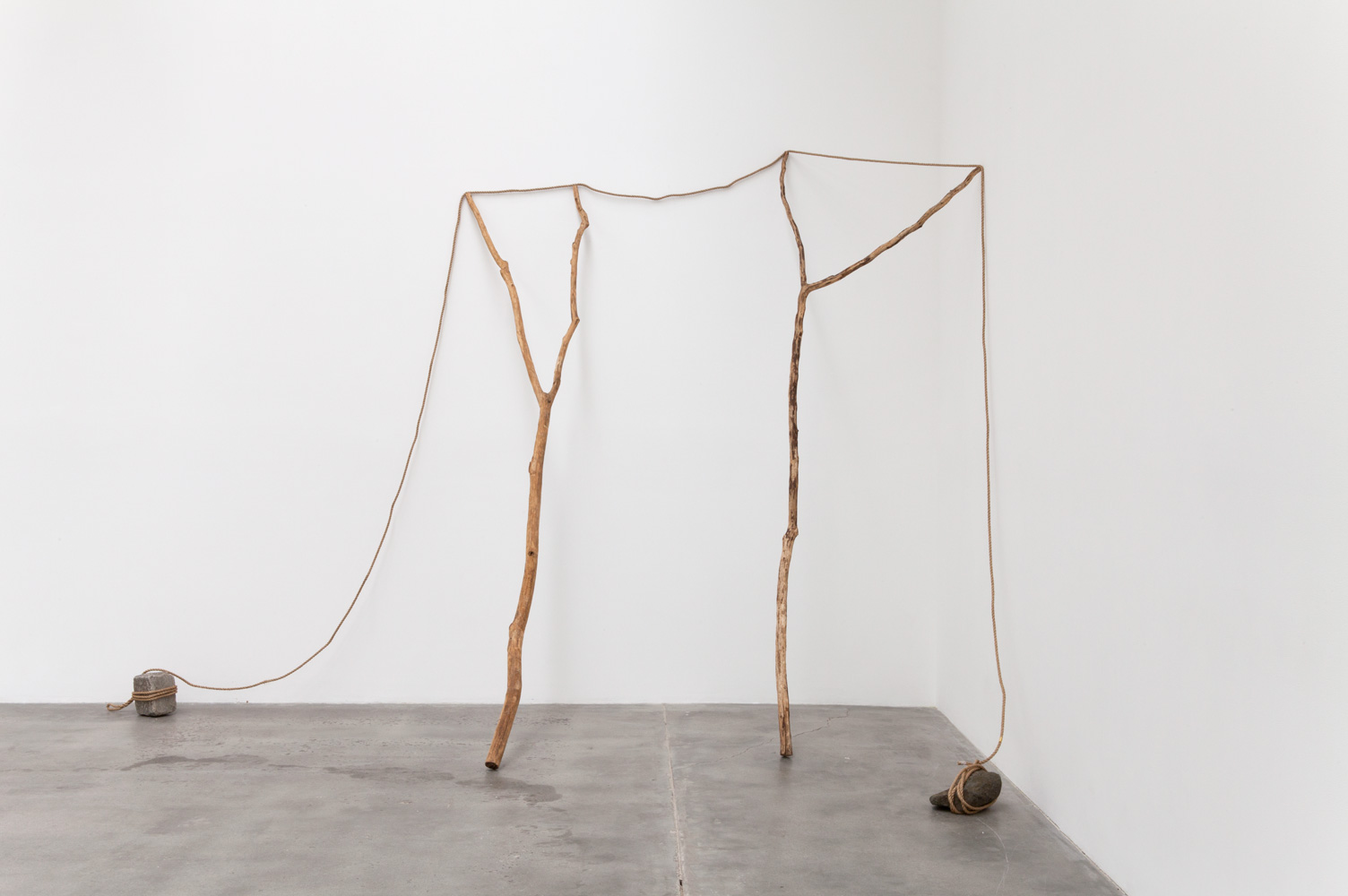
「等間体」1973年
枝、ロープ、石
Courtesy of the artist and Blum & Poe

- 《多分律》(1975年): 複数のコンクリート柱の上に、透明なプラスチックのシートが広げられ、それぞれの柱の上に石を乗せた作品である。「多分律」1975/2012年
サイズ可変、ビニール、石、セメント・ブロック
Courtesy of the artist and Blum & Poe

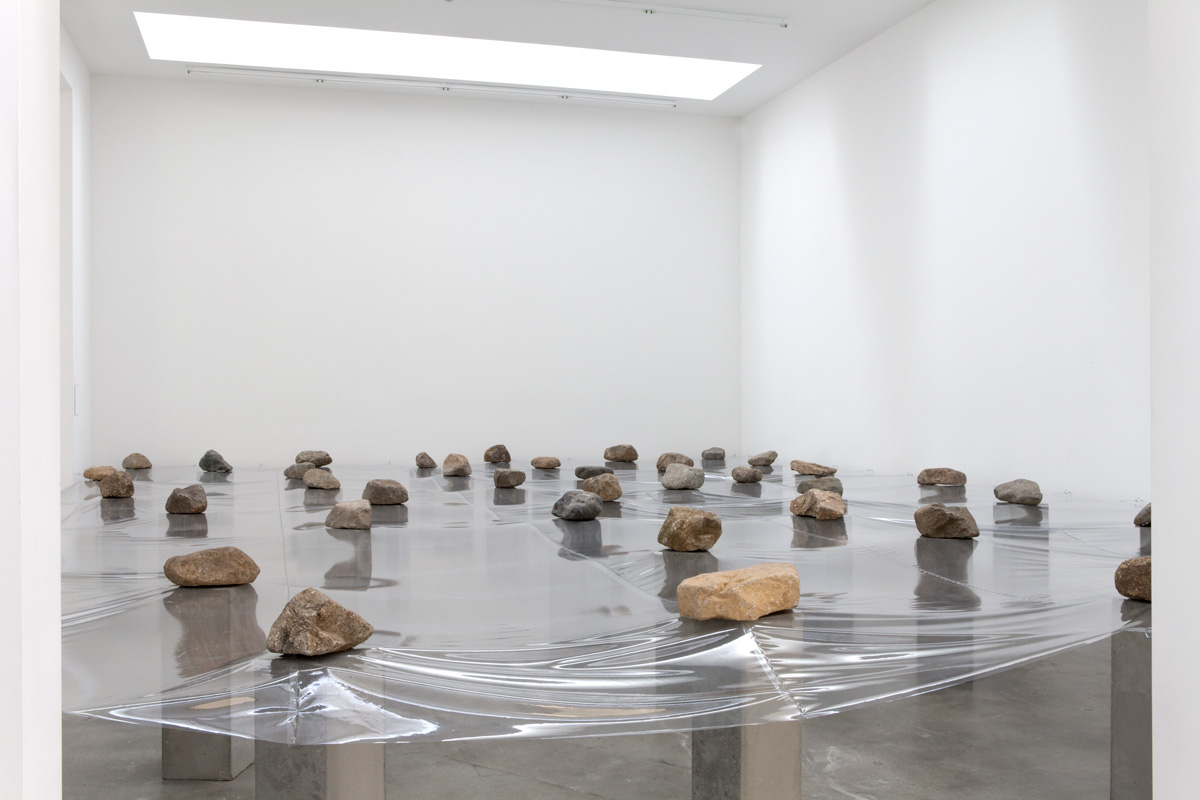
「多分律」1975/2012年
サイズ可変、ビニール、石、セメント・ブロック
Courtesy of the artist and Blum & Poe

菅は、サイトスペシフィックなインスタレーション以外にも、壁や床に展示する小規模なアッサンブラージュ作品をたびたび制作している。素材を、縛る、結ぶ、積み重ねる、切る、貼付ける、塗る、テープで留める、くさびを打つ、立てかける、剥ぐ、釘をうつ、ねじでとめる、彫る、折る、たたむ…といった多様な行為によって、菅は作品を形作っている。

## 展覧会
1968年に東京の椿近代画廊でおこなわれた初個展以来、各ギャラリーはもとより、岩手県立美術館、横浜美術館、千葉市美術館、広島市現代美術館、東京都現代美術館など、日本で多数の個展がひらかれている。
さらに、第8回パリビエンナーレ (1973年)、ポンピドゥー・センターでの「ジャポン・デ・アヴァンギャルド1910-1970」展 (1986年)、横浜美術館、グッゲンハイム美術館、サンフランシスコ近代美術館で開催された「戦後日本の前衛美術」展 (1994年)、国立国際美術館「もの派—再考」展 (2005年) といった画期的な展覧会でも、菅の作品が発表されている。
2008年には、栃木県の老舗旅館、板室温泉大黒屋の敷地内に作品を常設展示するスペース菅木志雄 倉庫美術館が開館。
2012年2月に米ロサンゼルスのBlum & Poeギャラリーで行われた「太陽へのレクイエム：もの派の美術」展で紹介されたことを契機に、アメリカでも菅が注目を集めることになった。これは、アメリカで初めてもの派を検証した展覧会である。続く2012年11月には、同Blum & Poeギャラリーで、アメリカでは初となる個展が開催された。さらに、同年ニューヨーク近代美術館で催された「東京1955-1970」展においても、菅の作品が展示された。
2014年11月にはヴァンジ彫刻庭園美術館にて、2015年1月には、東京都現代美術館にて個展が開催。2016年には、ヨーロッパでは初の開催となる個展「Situations」がミラノのピレリ・ハンガービコッカにて開催され、それに続き、ニューヨークのディア・チェルシーでも米国内の美術機関では初となる個展を開催した。また、エディンバラのスコットランド国立近代美術館ではターナー賞の受賞歴もあるスコットランド人女性作家カーラ・ブラックとの二人展「Karla Black and Kishio Suga: A New Order」を行った。

## パブリックコレクション
菅の作品は千葉市美術館、ダラス美術館（米・テキサス）、グレンストーン財団（米・メリーランド）、グッゲンハイム・アブダビ（アブダビ）、広島市現代美術館、東京都現代美術館、国立国際美術館、テート・モダン（ロンドン）、横浜美術館、Dia Art Foundation（米・ニューヨーク）をはじめとする国内外の数多くの美術館のコレクションとして所蔵されている。

## 受賞歴
- 1967年に第11回シェル美術賞展1等賞（第1席）を、1970年に第5回ジャパン・アート・フェスティバル大賞を受賞した[5]。
- 2016年、毎日芸術賞受賞。